# フィンランド人民会議

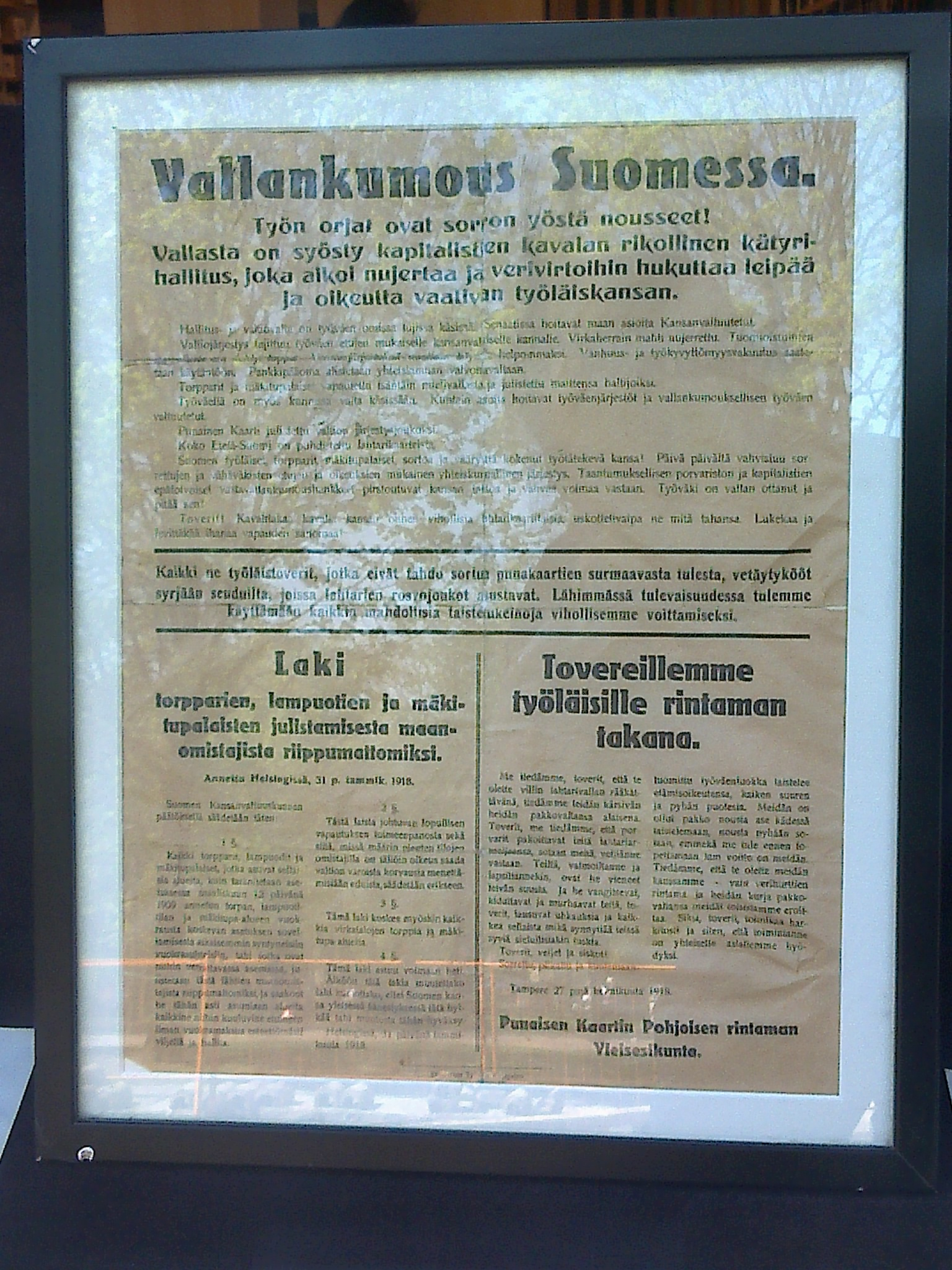
フィンランド内戦の一部であるフィンランドの革命についてのポスター、1918年作。右下の部分は人民会議が採用したとある法律に関するものである。

フィンランド人民会議（フィンランドじんみんかいぎ、フィンランド語: Suomen kansanvaltuuskunta）はフィンランド社会民主党の一部党員により創設された政府組織であり、フィンランド内戦の最中には赤衛軍の政府という役割を演じた。人民会議の議長は元フィンランド議会議長のクレルヴォ・マンネルだった。

## 歴史
人民会議は第一次スヴィンフッヴド内閣とエドゥスクンタに取って代わって権力を奪取、続いて労働者運動の政策により管制された社会改革を志す法律を成立させた。人民会議と並行して労働者委員会という組織も創設されていたが、赤衛軍の政府における役割は脇役のままに留まった。人民会議が議決した法律のうち、最も意欲的な法律は基礎を民主に置いたままで新しい憲法を提示するものであったが、戦争の最中では実施することもできず、実際の出来事ではむしろ逆行していた。後には人民会議の議長であるマンネルがフィンランドの独裁者に指名されたほどであった。人民会議は行政と経済政策の施行において困難に直面、また赤衛軍による恐怖政治を防ぐことにも失敗した。
人民会議をフィンランド政府として承認したのはロシア・ソビエト連邦社会主義共和国ただ一国だけだった。内戦末期の1918年3月初には人民会議がヘルシンキからヴィープリに移動、やがて議員たちはペトログラードへと逃亡した。

## フィンランド人民会議の議員
会議の議員は内閣の大臣と同じような職を与えられた。
- 議長クレルヴォ・マンネル（英語版）
- 外務代表ユリエ・シロラ（英語版）
- 内務代表エーロ・ハーパライネン（英語版）とアドルフ・タイミ（英語版）
- 法務代表ラウリ・レトンマキ（英語版）とアンティ・キヴィランタ（フィンランド語版）
- 教育代表オットー・クーシネン
- 財政代表ヤロ・コホネン（フィンランド語版）
- 労働代表ヨハン・エリク・ルミヴオッコ（フィンランド語版）
- 農業代表エヴェルト・エロランタ（英語版）
- 補給代表オスカリ・トコイ（英語版）
- 交通代表コンスタンティン・リンドクヴィスト（フィンランド語版）
- 郵政代表エミル・エロ（フィンランド語版）
- 法務代理人マッティ・トゥルキア（フィンランド語版）

最高労働者委員会の議席は人民会議により下記のように分配された。
- フィンランド労働組合連盟（英語版） - 10議席
- フィンランド社会民主党 - 10議席
- 赤衛軍（英語版） - 10議席
- ヘルシンキ労働組合議会（フィンランド語版） - 5議席

## 憲法の起草
人民会議は新しい憲法を起草した。この憲法はアメリカ合衆国憲法とスイス連邦憲法の影響を受けており、フランス革命の思想も取り入れた。憲法草案の国民投票も計画された。

## 人民会議の終焉
内戦が終結した後、人民会議のほとんどの議員はソビエト連邦に逃亡した。オスカリ・トコイはイギリス、続いてアメリカへ逃げた。憲法草案もそのまま忘れ去られた。